# DSV 78 Hanovre
Maillots
Actualités
Dernière mise à jour : 2 août 2012.
Le DSV 78 Hannover, est le plus vieux club allemand de rugby à XV, localisé dans la ville de Hanovre. De sa fondation jusqu’à la fin des années 1920, le club aligna aussi une section de football.

## Histoire
Le club fut fondé sous l’appellation de Deutschen Fußball-Verein Hannover 1878, le 14 septembre 1878 sous l’impulsion de Ferdinand-Wilhelm Fricke, alors âgé de 15 ans, avec 24 autres personnes. C’est le plus vieux club de Rugby à XV d’Allemagne. Leur démarche fut inspirée par le fait d’avoir vu, et occasionnellement joué avec le English Hannover Football Club. À l’origine, l’association comportait aussi à une section football.
D’ailleurs, le club ne joua son premier match de rugby que le 17 octobre 1883 lors que l’"Angleterre" rencontra l’"Allemagne".
En 1899, Fricke découvrit un site idéal pour le club à un endroit nommé Am Schnellen Graben qui est le sien de nos jours. L’année suivante, la Verband Hannoverscher Fußball-Vereine fut créée et le DFV remporta le championnat.
En 1900, le DFV Hannover 78 fut un des fondateurs de la Fédération allemande de football (DFB).
En 1909, le club créa une section de Hockey sur gazon. En 1913, le DFV Hannover disputa la première finale du championnat national de rugby, mais perdit contre SC 1880 Francfort. Peu après, le déclenchement de la Première Guerre mondiale stoppa les activités du club qui vit nombre de ses membres perdre la vie au front. Hermann Löns, "The Poet of the Heath", est le plus connu de ceux-là.
F.W. Fricke mourut le 17 janvier 1927. L’année suivante, le DFV disputa une nouvelle finale du championnat mais s’inclina de nouveau. En 1929, le club changea son appellation en Deutscher Sportverein Hannover 1878 e.V. pour montrer qu’il ne jouait plus au football mais uniquement au rugby à XV.
Durant la Seconde Guerre mondiale, les installations du DSV fut fortement endommagées par les bombardements alliés. En 1945, le club house de l’association était en ruines.
Après le conflit, le club répara son site et ouvrit à nouveau son club house en 1949.
Le 7 juin 1964, le plus vieux club allemand de rugby remporta son premier titre national en battant le FC Sankt-Pauli (11-0) à Offenbach.
Le DSV 78 remporta deux autres titres en 1968 et 1970, soit juste avant la création de la Bundesliga de Rugby en 1971.
Le club conquit un 4e titre en 1982 en défaisant RG Heidelberg (15-6). Le club disputa alors 7 finales consécutives et remporta les quatre premières. Après une interruption d’une saison, le titre fut repris en 1990 et 1991. Le DSV 78 joua encore la finale en 1993.
De 2003 à 2009, le club s’associa avec le SV 08 Ricklingen et joua sous le nom de DSV 78/08 Ricklingen. Il mit ensuite fin à cette union et reprit son nom de DSV 78 Hannover pour la saison 2009-2010.

## Effectif de la saison 2011-2012
| Nom                 | Poste            | Date de naissance | Nationalité sportive | Sélections (PM) | Club précédent | Année d'arrivée au club |
| ------------------- | ---------------- | ----------------- | -------------------- | --------------- | -------------- | ----------------------- |
| Benjamin Krause     | Pilier           | 15 novembre 1982  | Allemagne            | -               | -              | -                       |
| Ivan Ralevic        | Pilier           | 13 mars 1990      | Allemagne            | -               | -              | -                       |
| Georg Glasewald     | Pilier           | 25 juillet 1990   | Allemagne            | -               | -              | -                       |
| Rob Koentopp        | Pilier           |                   | Angleterre           | -               | -              | -                       |
| Arthur Pelka        | Pilier           |                   | Allemagne            | -               | -              | -                       |
| Babak Roushanian    | Talonneur        | 6 décembre 1986   | Allemagne            | -               | -              | -                       |
| Sean Hogg           | Talonneur        |                   | Allemagne            | -               | -              | -                       |
| Mika Tyumenev       | Talonneur        | 6 décembre 1986   | Allemagne            | -               | -              | -                       |
| Adrian de Riz       | Talonneur        | 15 mars 1993      | Allemagne            | -               | -              | -                       |
| Sergej Regir        | Talonneur        |                   | Allemagne            | -               | -              | -                       |
| Lutz Wiechers       | Deuxième ligne   | 20 septembre 1983 | Allemagne            | -               | -              | -                       |
| Mark Germershausen  | Deuxième ligne   | 7 février 1976    | Allemagne            | -               | -              | -                       |
| Ysar Bauer          | Deuxième ligne   |                   | Allemagne            | -               | -              | -                       |
| Niall Janotta       | Deuxième ligne   |                   | Allemagne            | -               | -              | -                       |
| Jörn Schröder       | Deuxième ligne   | 8 novembre 1992   | Allemagne            | -               | -              | -                       |
| Sebastian Sievers   | Deuxième ligne   |                   | Allemagne            | -               | -              | -                       |
| Andreas Radke       | Deuxième ligne   |                   | Allemagne            | -               | -              | -                       |
| Jascha Nord         | Deuxième ligne   |                   | Allemagne            | -               | -              | -                       |
| Robert Wolf         | Deuxième ligne   |                   | Allemagne            | -               | -              | -                       |
| Timur Tekkal        | Troisième ligne  | 3 juin 1981       | Allemagne            | -               | -              | -                       |
| Florian Weber       | Troisième ligne  |                   | Allemagne            | -               | -              | -                       |
| Waldemar Klöckner   | Troisième ligne  | 19 janvier 1987   | Allemagne            | -               | -              | -                       |
| Mark Gordon         | Troisième ligne  | 27 février 1982   | Angleterre           | -               | -              | -                       |
| Dennis Denzin       | Demi de mêlée    | 1er mars 1991     | Allemagne            | -               | -              | -                       |
| Sven Klein          | Demi de mêlée    |                   | Allemagne            | -               | -              | -                       |
| Nico Pfaffl         | Demi de mêlée    | 25 janvier 1990   | Allemagne            | -               | -              | -                       |
| Daniel Windolf      | Demi de mêlée    | 15 janvier 1993   | Allemagne            | -               | -              | -                       |
| Christopher Kopp    | Demi d'ouverture | 10 août 1990      | Allemagne            | -               | -              | -                       |
| Benjamin Simm       | Centre           | 6 janvier 1986    | Allemagne            | -               | -              | -                       |
| Pascal Fischer      | Centre           | 6 janvier 1986    | Allemagne            | -               | -              | -                       |
| Marvin Vergin       | Centre           |                   | Allemagne            | -               | -              | -                       |
| Guillermo Cattaneao | Centre           | 22 juillet 1985   | Paraguay             | -               | -              | -                       |
| André Körner        | Ailier           |                   | Allemagne            | -               | -              | -                       |
| Johannes Dziuba     | Ailier           |                   | Allemagne            | -               | -              | -                       |
| Lucas Quentin       | Ailier           | 11 août 1990      | Allemagne            | -               | -              | -                       |
| Mark Sztyndera      | Ailier           | 28 février 1986   | Allemagne            | -               | -              | -                       |
| Dennis Hoppmann     | Ailier           | 13 avril 1988     | Allemagne            | -               | -              | -                       |
| Nico Dallüge        | Ailier           |                   | Allemagne            | -               | -              | -                       |
| Nicolas Müller      | Ailier           | 13 avril 1988     | Allemagne            | -               | -              | -                       |
| Phil Szczesny       | Ailier           | 3 décembre 1992   | Allemagne            | -               | -              | -                       |
| Nikolai Siekmann    | Ailier           |                   | Allemagne            | -               | -              | -                       |
| Steven Bouajila     | Arrière          | 8 septembre 1983  | Allemagne            | -               | -              | -                       |
| Marvin Dieckmann    | Arrière          | 21 août 1990      | Allemagne            | -               | -              | -                       |

## Palmarès
- Vainqueur de la Rugby Bundesliga en 1964, 1968, 1970, 1982, 1983, 1984, 1985, 1990 et 1991
  - Vice-champion d’Allemagne: 8  (1913, 1928, 1966, 1971, 1986, 1987, 1988, 1993)
- Vice-champion de D2: 8 (2005, 2009) (sous le nom de DSV 78/08 Ricklingen)
- Vainqueur de la Coupe d’Allemagne: 11 (1969, 1972, 1974, 1979, 1981, 1983, 1984, 1985, 1990, 1996, 1998)
- Finaliste de la Coupe d’Allemagne: 5 (1970, 1973, 1993, 1999, 2000)

Note: Jusqu’en 2001, quand la Bundesliga fut alors ramenée à une seule série, la saison de rugby en Allemagne se partagea encore automne et printemps, où un tour éliminatoire et un tour final étaient disputés. Les premiers jouaient le titre alors que les moins bien classés jouaient le maintien contre les premiers de la saison automne de la 2. Bundesliga.

### Sources et liens externes
- (de) Site officiel
- (de) www.totalrugby.de - Site allemand sur le rugby national et international
- (de) Archives du championnat d'Allemagne sur le site www.rugbyweb.de